# Boundin'
Boundin' (botant en anglès) és un curtmetratge d'animació infogràfica nord-americà de l'any 2003, exhibit prèviament a la pel·lícula Els Increïbles. El curt dura aproximadament 5 minuts, i mostra una història musicalment narrada sobre una ovella ballant, la qual és molt popular entre la resta d'animals de l'entorn. Un dia l'esquilen, la qual cosa li fa perdre la confiança en si mateix davant les burles dels seus veïns.
És un film escrit, dirigit, narrat i presentat per l'animador de Pixar Bud Luckey.

## Argument
A les terres americanes, el ball elegant d'un xai és popular entre els altres animals. Però un dia arriben uns pastors que li esquilen la llana. Els altres animals es burlen del seu aspecte, encongit i nu, i l'ovella es torna tímida i perd la confiança per ballar. Mentre ella plorava, un benevolent conill fantàstic (Jackalope) se'l troba, i li ensenya les bondats de "botejar", no només ballar (és a dir, aixecar-se quan caus). L'ovella es transforma i la seva alegria en la vida es restaura. La llana de l'ovella torna a créixer a l'hivern, i després quan arriba el bon temps li tornen a esquilar, però la seva confiança és ara completament indestructible i continua "botant".

## Significat
L'ensenyança de la història és no deixar-se vèncer per les dificultats. La vida continua i pot canviar, o pot ser canviada per nosaltres. El xai així ho veu i ho acaba enfrontant.

## Producció
El director i escriptor Bud Luckey va dissenyar i posar la veu (en el curt original en anglès) a tots els personatges, va compondre la música i va escriure la història. D'acord amb el comentari del director per Els Increïbles, Brad Bird volia introduir el curt animat amb Rick Dicker (el reubicador de superherois d'Els Increibles, també doblat per Luckey).
Aquest és el primer curtmetratge de Pixar amb un llançament en sales de cinema que inclou actuacions vocals amb un guió (Bobby McFerrin va fer una cançó a cappella per al film "Knick Knack"). Totes les pel·lícules anteriors incloïen només música i efectes de so.
Com en moltes altres creacions de Pixar, es poden trobar elements d'altres pel·lícules:
- El Ford Model T de l'esquilador apareix també a "Cars". Es tracta de l'estàtua del fundador de Radiador Springs, Stanley.
- La mà i el braç de l'esquilador són les del dentista P. Sherman de "Buscant en Nemo".
- Els peixos de l'estany són models usats també a "Buscant en Nemo".
- El DVD de Cars conté una versió de Boundin' amb Mater com al conill i en Rayo McQueen com a ovella.

## Llançament i publicacions
Per classificar-se per als 76è Premis de l'Acadèmia 2004, Pixar va organitzar el desembre de 2003 projeccions especials del curtmetratge als Teatres Laemmle de Los Angeles.
Boundin' va ser publicat el 15 de març de 2005, inclòs en el llançament d'Els Increïbles de dos discs de col·leccionista en DVD, incloent comentaris de Bud Luckey, i el curtmetratge titulat Who is Bud Luckey?. La pel·lícula també es va publicar com a part de la col·lecció de curtmetratges de Pixar, Volum 1 el 2007.

## Premis
- 2004: Premi Annie — Millor curtmetratge animat (guanyador)[4]
- 2004: Premis de l'Acadèmia — Oscar al millor curtmetratge d'animació (nominat)[5]